# زینب مرادی رشنو
زینب مرادی رشنو (زاده ۱۴ خرداد ۱۳۶۸ در خرم‌آباد) عضو تیم ملی پارا دو و میدانی اهل ایران است. وی در رشته پرتاب نیزه موفق به کسب مدال نقره در مسابقات بازی‌های پاراآسیایی ۲۰۲۲ هانگژو چین شده‌است.

## افتخارات
- مدال نقره مسابقات بین‌المللی گرند فزاع دبی امارات ۲۰۲۳.[۷][۸][۹]
- مدال نقره بازی‌های پاراآسیایی ۲۰۲۲ هانگژو چین.[۱۰][۱۱]
- مدال نقره مسابقات پرتاب نیزه کشور در اردیبهشت ۱۴۰۱.
- مدال طلا مسابقات پرتاب نیزه کشور در بهمن ۱۴۰۰.
- مدال نقره مسابقات پرتاب نیزه کشور در اردیبهشت ۱۳۹۹.
- مدال نقره مسابقات پرتاب نیزه کشور در اردیبهشت ۱۳۹۸.
- مدال نقره مسابقات پرتاب نیزه کشور در اردیبهشت ۱۳۹۷.